# Ɗ
Ɗ, ɗ（D-hook）是扩展拉丁字母之一，由D字加上一個勾後形成。小写字母在國際音標中代表濁齒齦內爆音。它也是泛尼日利亚字母和非洲参考字母之一，被用在一些非洲语言内，如富拉语和豪萨语。